# Ford Vedette
Ford Vedette — автомобиль, выпускавшийся компанией Ford France SA (французский филиал Ford Motor Company) с 1948 по 1954 годы. Был представлен в 1948 году на выставке Mondial de l’Automobile в Париже. Был разработан полностью в Детройте (напоминая современные ему модели Mercury), но оснащенный 2158 см³ двигателем Aquillon V8, тем же что и довоенные авто Matford. Этот двигатель дебютировал в 1932 году в Ford Model B, копия которого выпускалась в Советском Союзе как ГАЗ-М1, правда, не с двигателем V8. С другой стороны, Vedette был первым автомобилем, который имел независимую переднюю подвеску, разработанную Эрлом Макферсоном (Earl S. MacPherson) и названную впоследствии его именем.
Вследствие того, что фабрика Poissy не могла немедленно возобновить полномасштабное автомобильное производство после войны, большинство важных узлов и механизмов изготовлялись различными субподрядчиками, что вкупе имело отрицательное воздействие на качество автомобиля и поспособствовали его ограниченной популярности. За шесть лет производства Vedette, авто был доступен в нескольких формах кузова, от обычного 4-дверного фастбэка, затем более поздний 4-дверный седан, 4-дверное landaulet («ландо», «ландоле» — кузов с откидной крышей над задним сидением и жёсткой над передним), и 2-дверное купе.
Производство Vedette продолжалось до 1953 года, когда французская дочерняя компания Ford была продана Simca, и, таким образом, Vedette подверглась сильному рестайлингу и получила более современный кузов, хотя шасси осталось в основном прежним. Таким образом, автомобиль был перезапущен под брендом Simca, а также породил более экономичный вариант Ariane. Французское производство закончилось в 1960-х годах, когда оснастка была продана в Бразилию, и производство продолжалось до 1969 года.